# زهیر (رمان)
زَهیر (به پرتغالی: O Zahir) نام رمانی از پائولو کوئلیو است؛ نامی که خود کوئلیو از واژه عربی الظاهر اقتباس کرده بود. اما از آنجا که بار معنایی «ظاهر» فارسی با همتای عربی‌اش یکی نبود، در نهایت با مشورت نویسنده، نام کنونی زهیر بر نسخهٔ فارسی کتاب نهاده شده‌است.

نقل از علی اکبر قزوینی:
زهیر اعتراف‌نامهٔ پائولو کوئیلو است، نویسنده مشهوری که بسیاری او را یک مرشد بزرگ می‌دانند. اما خودش معتقداست که نه مرشد است و نه بزرگ و همان رنج‌ها و دغدغه‌های خوانندگانش را دارد، شاید دردآورتر. او در این رمان، ضمن اشارات فراوان به زندگی شخصی اش، داستانی بسیار شجاعانه ارائه داده، آکنده از عناصری که هر خواننده‌ای را به بازاندیشی در اعمال و عقاید و نظرات خود وامی‌دارد.